# Макробертс (Кентуккі)
Макробертс (англ. McRoberts) — переписна місцевість (CDP) в США, в окрузі Летчер штату Кентуккі. Населення — 741 особа (2020).

## Географія
Макробертс розташований за координатами 37°13′16″ пн. ш. 82°40′5″ зх. д. / 37.22111° пн. ш. 82.66806° зх. д. (37.221077, -82.667983).  За даними Бюро перепису населення США в 2010 році переписна місцевість мала площу 14,52 км², з яких 14,51 км² — суходіл та 0,01 км² — водойми.

## Демографія
Згідно з переписом 2010 року, у переписній місцевості мешкали 784 особи в 318 домогосподарствах у складі 233 родин. Густота населення становила 54 особи/км².  Було 386 помешкань (27/км²).
Расовий склад населення:
| - 96,9 % — білих - 1,9 % — чорних або афроамериканців |

До двох чи більше рас належало 0,9 %. Частка іспаномовних становила 0,4 % від усіх жителів.
За віковим діапазоном населення розподілялося таким чином: 20,8 % — особи молодші 18 років, 64,4 % — особи у віці 18—64 років, 14,8 % — особи у віці 65 років та старші. Медіана віку мешканця становила 44,0 року. На 100 осіб жіночої статі у переписній місцевості припадало 94,1 чоловіків;  на 100 жінок у віці від 18 років та старших — 93,5 чоловіків також старших 18 років.
Середній дохід на одне домашнє господарство  становив 40 039 доларів США (медіана — 33 854), а середній дохід на одну сім'ю — 42 936 доларів (медіана — 42 941). За межею бідності перебувало 29,9 % осіб, у тому числі 38,4 % дітей у віці до 18 років та 0,0 % осіб у віці 65 років та старших.
Цивільне працевлаштоване населення становило 225 осіб. Основні галузі зайнятості: фінанси, страхування та нерухомість — 21,8 %, будівництво — 20,0 %, роздрібна торгівля — 15,6 %, публічна адміністрація — 12,9 %.